# 남원 남씨
남원 남씨(南原 南氏)는 전북특별자치도 남원시를 본관으로 하는 한국의 성씨이다.

## 역사
남원 남씨(南原 南氏)의 시조 남중룡(南仲龍)은 고려 때 군기감(軍器監)을 역임하였다.

## 본관
남원(南原)은 전북특별자치도 남원시의 지명이다. 16년(백제 온조왕 34) 무렵에 고룡군(古龍郡)이라 불렀다가 196년(초고왕 31)에 백제의 5방 중 대방군(帶方郡)이 되었다. 685년(신라 신문왕 5)에 9주 5소경의 하나로 남원소경이 설치되었고, 757년(경덕왕 16)에는 남원군으로 개칭하였다. 940년(고려 태조 23)에 5현을 관할하는 남원부로 개편되었다. 1018년(현종 9) 지부사(知府事)로 고쳤다. 1310년(충선왕 2) 대방군(帶方郡)으로 강등되었다가 1360년(공민왕 9) 부로 승격되었다. 1413년(태종 13) 남원도호부로 승격되었고, 1739년(영조 15) 일신현으로 강등되었다가 1750년(영조 26)에 다시 남원부로 복구되었다. 1914년 운봉현을 통합하여 남원군이 되었다. 1995년 남원시로 승격되었다.

## 인구
- 1985년 34가구 168명
- 2000년 683가구 2,174명